# Historia Świętochłowic
Historia Świętochłowic rozpoczyna się w XIV wieku.

## Właściciele Świętochłowic
Przez tereny ówczesnych Świętochłowic wiódł odwieczny szlak z Bytomia do Mikołowa. Znaleziono tu także monetę z II-III wieku n.e. Na trasie szlaku w przyległych Kochłowicach znajduje się tajemniczy kopiec, zaś w graniczących od północy Łagiewnikach krzyż kamienny bez górnej części, prawdopodobnie pochodzący z czasów działalności misyjnej św. Cyryla i Metodego, a więc z IX wieku.
Pierwsza wzmianka o Świętochłowicach pochodzi z 25 maja 1313. Znajduje się ona w dokumencie biskupa krakowskiego – Jana. Dokumenty historyczne, sporządzone po łacinie oraz w językach czeskim i niemieckim, podają nazwę wsi w następującym brzmieniu w różnych latach: Swentochlewice (1332), Swientochlowicz (1482), Świętochlewicz (1614). Jednak wcześniejsze zapisy dotyczą dzisiejszej dzielnicy miasta Chropaczowa (z 21 lipca 1295 w dokumencie Kazimierza II, księcia bytomsko-kozielskigo). Młodsze są Lipiny (obejmowały też współczesne Piaśniki), gdyż powstały w 1802 r. Z kolei Zgoda może mówić o tym, że swe powstanie zawdzięcza rozwojowi huty (dzisiejszych Zakładów Urządzeń Technicznych "Zgoda"), która zrodziła się w 1838 r., a wchodziła w obszar Czarnego Lasu.
Przyjmuje się, że Świętochłowice założono na prawie niemieckim w ramach wielkiej akcji osadniczej z końca XIII w. Są zdania, że nowa osada powstała obok osady na dawnym prawie polskim zwanej Świętochłówkiem. Pierwsi właściciele wsi nie są znani, ale przyjmuje się, że do 1557 r. Świętochłowice należały do rodu herbu Wieniawa.
Same Świętochłowice nigdy nie były jedną całością, ale dzieliły się na kilka mniejszych: Górne, Dolne i Średnie.
Świętochłowice Górne były przez przeszło 150 lat własnością Paczyńskich z Paczyny, spokrewnionych z Tenczyńskimi. Pierwszym właścicielem z tego rodu był Samson Paczyński (1568-1596), później Jakub Paczyński (1593-1609) i Stanisław Paczyński (1609-1649). Następnie byli to: Jan Paczyński (1649-1668), Krzysztof Paczyński (1668-1677) i Mikołaj Paczyński (1677-1701). Ostatnim z rodu Paczyńskich był Karol Rudolf, który sprzedał Świętochłowice Górne w 1730 Janowi Henrykowi Kalinowskiemu, a ten w 1744 odsprzedał je Zamięckim, herbu Starykoń.
Świętochłowice Dolne były własnością Kamieńskich, herbu Leliwa, wywodzących się z Kamienia koło Bytomia. Jednym z bardziej znanych właścicieli był Wacław Kamiński, szlachcic. Ostatni z rodu Kamieńskich – Joachim Skall sprzedał swoje tereny w 1734 hrabiemu Henckel von Donnersmarck.
Świętochłowice Średnie zostały wydzielone z Górnych w 1622, gdy Jakub Paczyński sprzedał tę część Krzysztofowi Jordanowi ze Starego Paczkowa. W 1684 ich właścicielem był Andrzej Kiczka. Na przełomie XVII i XVIII wieku teren ten jest w posiadaniu rodziny Szwajnochów, zniemczonej gałęzi polskiego rodu Świnków.
W drugiej połowie XVIII wieku doszło do zespolenia całej wsi. W 1754 J. Januszewski zapisał Świętochłowice Górne wraz z Średnimi swemu synowi Rudolfowi. W następnym roku Januszewscy nabyli też Świętochłowice Dolne, jednak krótko byli ich właścicielami. W 1790 doszło ponownie do zespolenia wsi, tym razem pod panowaniem Józefa von Lippa. Jednak źle rządził i sąd wystawił jego majątek na sprzedaż. W 1817 majątek nabył Jan Porębski, a 10 lat później, bo w 1827 Świętochłowice zakupił Emil von Rheinhaben. Ostatecznie w 1828 tereny Świętochłowic zakupił na własność dziedziczną hrabia Karol Łazarz Henckel von Donnersmarck.

## Powstawanie miasta

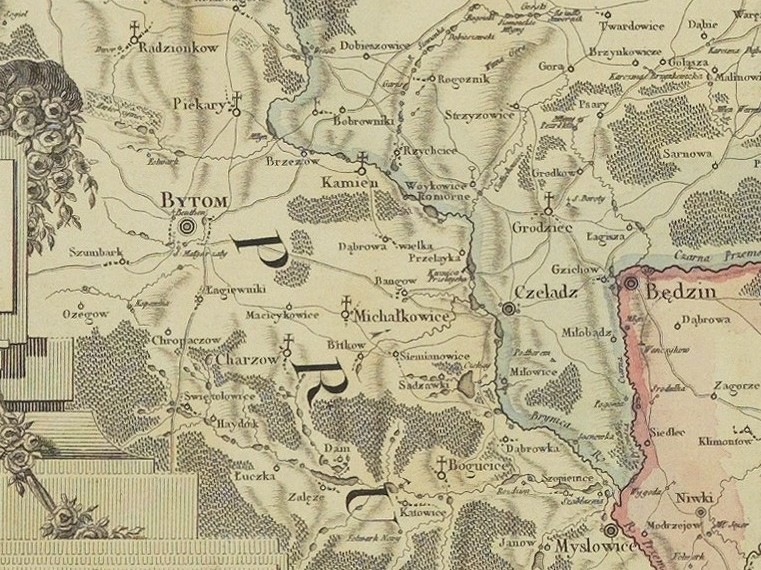
Świętochłowice na mapie z 1792 r.

Współczesne miasto powstało na obszarze dwóch dawnych wsi: Świętochłowic i Chropaczowa. Granice wsi ulegały w przeszłości przesunięciom, a zwłaszcza Świętochłowic. Niegdyś były o wiele większe, a ich powierzchnia obejmowała cały obszar wokół rzeki Rawy, czyli Czarny Las, Lipiny, Chorzów Batory, Chorzów, Kochłowice i Ruda Śląska. Najpoważniejsze zmiany granic miały miejsce w połowie XIX w. Wydzielono wówczas ze Świętochłowic m.in. Pniaki i Szarlociniec, a z Chropaczowa Lipiny.
Granice Świętochłowic w ciągu wieków ulegały więc częstym zmianom. Na przykład należący do Świętochłowic Czarny Las książę Władysław opolski przekazał Bytomiowi w 1254. Natomiast w 1532 Małe Świętochłowice, czyli najstarsza i tzw. macierzysta część wsi, dostały się w obręb Łagiewnik, a teren ten nazwano później Hajdukami. Następnie odłączono tereny na płd. od obecnej huty "Florian", które w 1734 Skall sprzedał hrabiemu Henckel von Donnersmarck. Z kolei obszar ten w 1782 włączono do Kochłowic. Niecałe sto lat później, bo w 1868 w związku z rozwojem przemysłu (głównie w Królewskiej Hucie i Lipinach) dotychczasowe kolonie robotnicze oddzielono od swych dotychczasowych gmin oraz obszarów dworskich i włączono do Królewskiej Huty. Wcześniej, bo w 1853 hr. Donnersmarck nabył dobra górnohajduckie oraz Małe Świętochłowice razem z przynależnymi parcelami wiejskimi i rozpoczął starania o utworzenie samodzielnej gminy. Następny okres to wyzbycie się terenów tzw. Kaliny i Kolonii Dworcowej.
Z czasem też istniejące osiedle swe centrum przesuwało od Małych Świętochłowic ku Świętochłowicom Wielkim (okolice obecnej ul. Wyzwolenia i Katowickiej). Warto też zaznaczyć, iż w 1900 r. w Radzie Miejskiej Królewskiej Huty postulowano przyłączenie sąsiednich okolic do Świętochłowic. Chodziło tu też m.in. o Świętochłowice, Lipiny, Chropaczów. Jednak najpierw zdecydowany protest zainteresowanych, później wybuch I wojny światowej, dalej trzy powstańcze zrywy odsunęły ten pomysł. Kiedy 31 stycznia 1939 Sejm Rzeczypospolitej zaakceptował przyłączenie Wielkich Hajduk do Chorzowa (nową dzielnicę nazwano Chorzów Batory) przesunięto także granice miejscowości. Do Świętochłowic włączono wtedy tereny znajdujące się za wiaduktem kolejowym łączący Chorzów Batory-Chorzów Miasto. Wtedy też gmach obecnego Urzędu Miejskiego (dawniej Urzędu Pocztowego) znalazł się w granicach Świętochłowic.
Ustrój miejski Świętochłowice otrzymały z dniem 1 stycznia 1940 roku na mocy ustawy Sejmu Śląskiego z 10 lipca 1939 roku, co nie zostało wprowadzone w życie z powodu wybuchu II wojny światowej i okupacji niemieckiej.

## Przemysł na ziemiach Świętochłowic
| 1783 | 292    |
| 1867 | 9 115  |
| 1871 | 12 231 |
| 1875 | 14 820 |
| 1890 | 24 500 |
| 1900 | 37 952 |
| 1910 | 41 362 |
| 1918 | 45 974 |
| 1922 | 56 169 |
| 1931 | 59 642 |
| 1933 | 60 717 |
| 1939 | 56 626 |
| 1946 | 50 500 |
| 1950 | 56 663 |
| 1960 | 57 422 |
| 1970 | 57 842 |
| 1978 | 56 100 |
| 1988 | 60 141 |
| 1998 | 59 200 |
| 2003 | 56 023 |
| 2006 | 55 065 |

Poszukiwania węgla na tym terenie rozpoczęły się z początkiem lat 20. XIX w. W 1825 firma "Spadkobiercy Gieschego" uruchomiła na terenie Lipin pierwszą kopalnię "Król Saul". Dostarczała węgiel do uruchomionej w tym samym roku cynkowni "Dawid". Drugą kopalnię "Quintofro" założył w 1826 w Lipinach hr. Karol Łazarz Henckel von Donnersmarck. Następne kopalnie, "Matylda", "Faust" i "Franciszek" powstały odpowiednio w latach 1827, 1829 i 1835. W 1830 na terenie dawnego młyna wybudowano hutę "Bethlen-Falva" (dzisiejsza huta Florian). Wobec zwiększonego zapotrzebowania na węgiel Donnersmarck uruchomił w 1857 kopalnię "Gefäll". W 1873 Donnersmarck połączył swoje cztery kopalnie w jedną, która otrzymała nazwę "Niemcy" ("Deutschland"). W 1838 roku w pobliżu Świętochłowic, na terenie Lasu Bytomskiego została zbudowana huta żelaza "Eintracht" ("Zgoda").
W 1857 połączono huty cynkowe i stworzono jedną pod nazwą "Silesia". W 1883 w Chropaczowie powstała kopalnia "Śląsk" ("Schlesien"), a w 1887 huta cynku "Guidotto".

## Życie społeczne przed 1939
Od początku XX wieku powstało tu wiele polskich organizacji narodowych, politycznych, kulturalnych. W 1918 reaktywowano Towarzystwo Gimnastyczne "Sokół". W 1919 r. założono Towarzystwo Polek, w 1918 powstała polska Straż Obywatelska i Związek Wojacki. W 1919 r. powstała Polska Organizacja Wojskowa Górnego Śląska, polskie Towarzystwo Czytelni Ludowych i Towarzystwo Śpiewu "Moniuszko".
W 1918 roku na 26 członków Rady Robotniczej, która rządziła miejscowością 12 było członkami niemieckiej socjaldemokracji i związków zawodowych, 7 było mieszczanami a reszta polskimi socjalistami i związkowcami. W Chropaczowie w skład rady robotniczej wchodzi 15 osób. Wśród nich Polacy są w mniejszości. W Lipinach w radzie zasiadają działacze PPS, SPD i Komunistycznej Partii Górnego Śląska. 17 - 19 grudnia w kopalni "Schlesien" w Chropaczowie robotnicy szturmem wzięli budynek dyrekcji. Trzy kompanie wojska obsadziły w związku z tym Lipiny, Chropaczów i Piaśniki. Doszło do walk o ratusz. Zginęło dwóch robotników a rannych zostało kilku żołnierzy

## Okres II wojny światowej
We wrześniu 1939 w mieście nie były prowadzone żadne poważniejsze działania wojenne. Zajęcie Świętochłowic nastąpiło w nocy z 2 na 3 września. Od 3 do 8 września władzę w mieście sprawował Aleksander Honkisz – mieszkaniec Świętochłowic. Od 8 września do stycznia 1941 burmistrzem był Gothard Rattay, urzędnik z Westfalii, od 28 stycznia 1941 do końca wojny pochodzący z Poznania działacz NSDAP Herbert Pastille. Od 8 października 1939 miejscowość była częścią utworzonej rejencji katowickiej. Okres wojny oznaczał przestawienie produkcji zakładów przemysłowych na produkcję zbrojeniową, oraz całkowitą stagnację w rozwoju Świętochłowic. Znaczna część obywateli została wpisana na niemiecką listę narodowościową – volkslista. W wyniku tej operacji zmobilizowano wielu mężczyzn. Spowodowało to braki kadrowe w fabrykach i na kopalni, które usiłowano uzupełnić przymusową pracą więźniów obozów koncentracyjnych oraz jeńców rosyjskich. W tym celu na terenie miejscowości powstało parę filii obozów koncentracyjnych. Najbardziej znany jest utworzony w 1943 r. obóz Eintrachthütte w dzielnicy Zgoda będący filią obozu KL Auschwitz, na terenie którego zginęło 2500 więźniów. Przez cały okres okupacji na terenie Świętochłowic działały organizacje konspiracyjne. 27 stycznia 1945 miejscowość została zajęta przez Armię Czerwoną. W czasie wojny Świętochłowice nie doznały zniszczeń.

## Czasy powojenne
Natychmiast po zajęciu miejscowości przez Armię Czerwoną ponownie otwarto Obóz Zgoda. Miało to miejsce w ostatnich dniach lutego 1945 (inne źródła podają początek marca). Komendantem został Salomon Morel. Do obozu kierowani byli w pierwszej kolejności więzieni w trudnych warunkach w hali targowej zatrzymani mieszkańcy Świętochłowic i Chorzowa. Formalnym powodem zatrzymania i osadzenia był Dekret PKWN z 4 listopada 1944. W praktyce aresztowanie przeprowadzane były przez przysłanych z centralnej Polski funkcjonariuszy Milicji Obywatelskiej oraz Urzędu Bezpieczeństwa według całkowicie przypadkowych kryteriów (np. używanie gwary śląskiej niezrozumiałej dla osób przybyłych spoza Śląska lub donosu sąsiada). W obozie panowało przeludnienie, w stosunku do zatrzymanych stosowano bicie i tortury. W obozie panował głód i choroby w tym epidemia tyfusu. W ciągu 300 dni istnienia obozu zmarło lub zostało zamęczonych do 2500 przetrzymywanych osób. Obóz zlikwidowano 16 listopada 1945. Uwięzionych zwolniono, a ok. 300 osób przetransportowano do obozu w Jaworznie. Przez obóz przeszło ok. 10 000 internowanych, co czwarty nie przeżył.
Z dniem 1 stycznia 1947 Świętochłowice powołały organy miejskie (w wykonaniu ustawy Sejmu Śląskiego z 1939), stając się de facto miastem. 17 marca 1951 otrzymały status miasta na prawach powiatu, a dotychczasowe gminy Lipiny oraz Chropaczów stały się dzielnicami miasta.